# Christoph Ulrich von Pappenheim

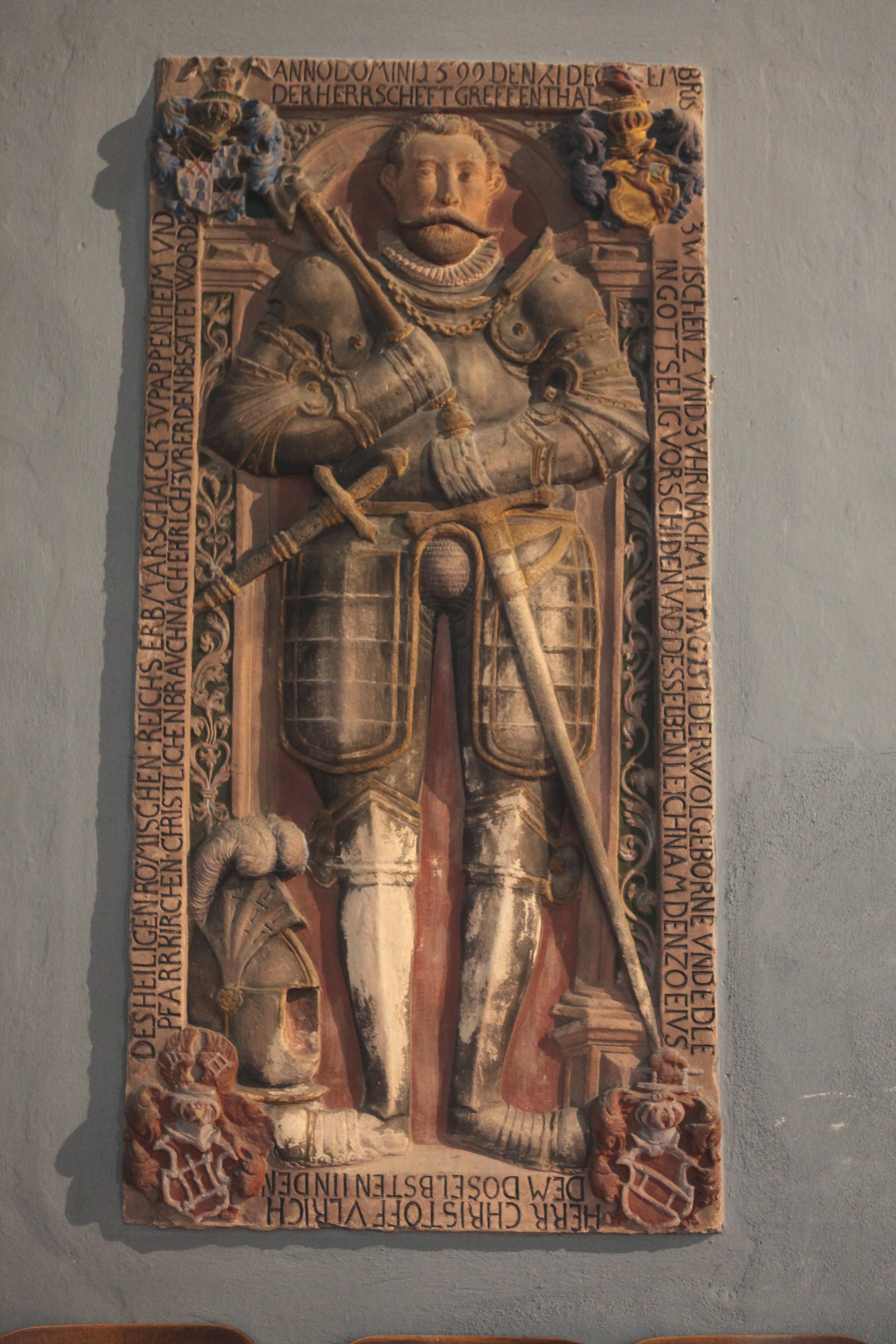
Epitaph Christoph Ulrichs in St. Marien in Gräfenthal

Christoph Ulrich von Pappenheim (* 15. April 1546; † 11. Dezember 1599) war Reichserbmarschall und der letzte Repräsentant der Linie Pappenheim-Gräfenthal.

## Leben
Christoph Ulrich von Pappenheim war der Sohn des Achatius II. († 1561) und von Elisabeth II. von Brandenstein († 1583). Mit ihm erlosch die Linie Pappenheim-Gräfenthal, die ihren Ursprung mit Conrad III. von Pappenheim hatte. Zeit seines Lebens verfügte er über ein ansehnliches Vermögen. Mit Gräfenthal wurde er im Jahr 1575 durch Kurfürst August von Sachsen belehnt, welches erneut 1586 von Herzog Friedrich Wilhelm an ihn vergeben wurde. Zu seinen Besitzungen gehörte neben Gräfenthal auch die Herrschaft über Pappenheim. 1590 ehelichte er Magdalena von Pappenheim, die Tochter Marschall Christophs des Älteren von Pappenheim (Alesheimer Linie) und Witwe Marschall Wolfgang II. von Pappenheim (Stühlinger Linie). Aus der Ehe gingen keine Kinder hervor, dadurch ging die Herrschaft Gräfenthal und Pappenheim für kurze Zeit an die Marschälle der Stühlinger Linie Alexander, Conrad und Philipp über. Im Jahr 1621 verkaufte Maximilian von Pappenheim die Herrschaft über Gräfenthal an Johann Philipp zu Sachsen-Altenburg.
In der Kirche St. Marien in Gräfenthal befindet sich das Epitaph Christoph Ulrichs von Pappenheim.